# خيل (جنس)
جنس الخيل (باللاتينية: Equus) هو جنس الحيوانات التي تنتمي لفصيلة الخيليات التي تشمل الخيل، الحمير، وحمر الزرد. يُعتبر جنس الخيل الجنس الوحيد الباقي اليوم من أجناس فصيلة الخيليات، وكما باقي أجناس الخيليات، فلجنس الحصان عدّة أنواع منقرضة لا تُعرف إلا من خلال مستحثاتها. يُقصد بكلمة «خيل» (باللاتينية والإنكليزية: equine) علميّا، أي فرد ينتمي لهذا الجنس، بما فيه أي نوع بري من الأحصنة وأي سلالة مستأنسة.
تنتشر الخيليات المنتمية لجنس الحصان اليوم في جميع أنحاء العالم، وذلك بسبب استئناس البشر للأحصنة والحمير ونقلها إلى مختلف أنحاء المناطق التي استعمروها لتكون عونا لهم في أعمالهم الشاقة ولتساعدهم على التنقل. أما الأنواع البرية الحقيقية فوجودها مقتصر على آسيا وإفريقيا، وكانت في السابق تنتشر في أميركا الشمالية والجنوبية وأوروبا كذلك الأمر، لكنها انقرضت من تلك المناطق عند نهاية العصر الجليدي الأخير.

## الخصائص الأحيائية
الخيليات حيوانات متوسطة إلى كبيرة الحجم، ذات رؤوس وأعناق طويلة، بالإضافة لشعر على رقبتها يكون قصير عند الحيوانات البرية منها وطويل عند الخيول المستأنسة. تمتلك هذه الحيوانات قوائم طويلة ونحيلة تنتهي بحافر وحيد على أخرها يشكل أصبعها القرني، كذلك تكون ذيولها التي تنتهي إما بخصلة شعر كما في حالة الحمر، أو تتشكل كليّا من خصل شعر ناعم كما في حالة الأحصنة. الخيول متأقلمة مع العيش في المناطق المفتوحة عادةً، التي تتراوح من السهول والسفانا، إلى المروج الجبلية والصحاري.

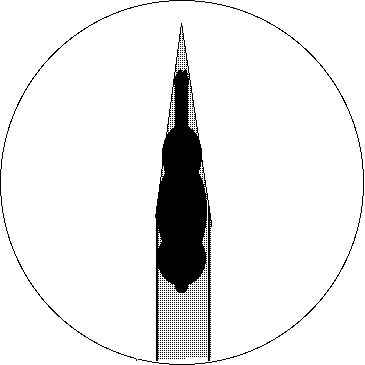
نطاق الرؤية الأحادية عند الخيول، الأماكن المظللة تظهر المناطق التي لا يراها الحصان.

إن صوان (الجزء الخارجي الغضروفي من الأذن) الخيول متحرك، وهو يمكنها من تحديد موقع أي صوت بسهولة. تمتلك جميع الأنواع المنتمية لجنس الحصان بصرا ثنلوانيّا، أي أنها لا ترى سوى اثنين من الألوان الرئيسية. تقع العينان في مؤخرة رأسها، مما يمنحها زاوية رؤية واسعة دون أن تفقد قدرتها على الرؤية الثنائية بشكل كلي. تمتلك الخيول أيضا عضوا أنفيا ميكعيا، يتيح للذكور أن تلجأ لردة فعل فليهمن أو «ثني الشفة» لتقيم الحالة الجنسية للإنثى التي يحتمل أن تتزاوج معها، حيث يضع الذكر قليلا من بولها على شفته العليا ثم يثنيها ليدخل البول إلى العضو المذكور حيث يتم تحليل الإشارات الكيميائية التي تفيد الذكر بما إذا كانت الأنثى تمر بالدورة النزوية أم لا.
الخيول حيوانات عاشبة، تقتات بشكل غالب على أغذية قاسية غنية بالألياف، مثل الأعشاب والسعادى، وعندما تضطر تلجأ إلى تناول أي نباتات أخرى مثل أوراق الأشجار، الفاكهة، واللحاء، إلا أنها تبقى إجمالا راعية وليست آكلة للأوراق. تُجزء هذه الحيوانات السليولوز في مصرانها الأعور، وهو جزء من القولون، على العكس من المجترات ذات المعدات المعقدة. إن عدد أسنان الخيول كامل تقريبا، حيث أنها تمتلك قواطع تمكنها من قطع الأعشاب، وأضراس طاحنة تقع خلف أسنان أمامية بارزة نحو الأمام.
الخيليات حيوانات اجتماعية، تعيش في قطعان أو مجموعات تتألف من عدة رؤوس. تؤلف الأحصنة البرية والوحشية، بالإضافة لحمر الزرد المألوفة وحمر الزرد الجبلية، قطعان دائمة تتألف عادةً من ذكر واحد وعدد من الإناث، أما الذكور الأخرى فتؤلف قطعانا خاصة بها تُسمى «القطعان العازبة». تعيش باقي الأنواع في قطعان مؤقتة، يدوم تجمعها فيها لبضعة شهور فقط، وهي إما تكون قطعان أحادية الجنس أي تتألف من الإناث والصغار فقط، أو من الذكور، أو مختلطة. وفي كلا الحالتين تُظهر الحيوانات سلوكا تراتبيا واضحا فيما بينها، فالأنثى المسيطرة عادةً ما تستأثر قبل غيرها بمصادر الطعام والماء، بينما يتزاوج الذكر المسيطر وحده مع جميع الإناث المتقبلة.
تحمل الأنثى من الخيول، المسماة فرسا عند الأحصنة وحمر الزرد، وآتان عند الحمر البرية، مهرا واحدا فقط في العادة لمدة 11 شهرا. تصبح المهور قادرة على المشي بعد ساعة من ولادتها، وهي تُفطم بعد أربع إلى 13 شهرا (تُفطم الخيول البرية صغارها خلال فترة أبعد من الفترة التي تُفطم بها الصغار المستأنسة). قد تلد الإناث البرية مرةً واحدة كل سنة أو مرة كل سنتين، وفقا للنوع المحدد الذي تنتمي إليه والظروف البيئية التي تحيط بها، وغيرها من العوامل.
تمر الإناث غير المرضعة، أو التي لا تعتني بأي صغير، بدورة نزوية موسمية، تمتد من أوائل الربيع حتى الخريف. تمر معظم الإناث بمرحلة خمود للنزو الجنسي خلال الشتاء، وبالتالي فهي لا تنزو خلال هذه الفترة. يتحكم طول اليوم بالدورة التكاثرية عند الخيول، فالنزو لا تظهر علاماته إلا عندما تبدأ مدة النهار بالازدياد. إن خمود النزو يمنع الأنثى من أن تحمل خلال شهور الشتاء، فهي إن كانت قد تزاوجت في هذه الفترة، فسيؤدي ذلك إلى وضعها مولودها خلال أكثر شهور السنة قساوةً، أي في الفترة التي يصعب على المهر ان ينجو فيها. وبالمقابل، فإن الخيول التي تقطن المناطق القريبة من خط الاستواء، حيث لا يختلف طول النهار من موسم لأخر، لا تمر بمرحلة خمود نزوي نظريّا. بالإضافة لذلك، يظهر أن حوالي 20% من الأفراس المستأنسة في نصف الكرة الشمالي تمر بالدورة النزوية طيلة أيام السنة، لأسباب غير واضحة حاليّا.

## الانتشار
تنتشر الخيول البرية الحقيقة اليوم في آسيا الوسطى (حصان بريزولسكي، فراء التبت، والأخدر)، الشرق الأوسط (الأخدر)، وإفريقيا (الحمار البري الأفريقي، حمار الزرد الجبلي، حمار الزرد المألوف، وحمار زرد غريفي)، وهناك جمهرات وحشية من الأحصنة والحمر المستأنسة في أميركا الشمالية، أستراليا، نيوزيلندا، ناميبيا، وبعض أنحاء أوروبا، إلا أن هذه لا تعتبر خيولا برية حقيقية بسبب أصلها الأليف.

### ضرب الحصان "Equus"
| - حصان بريزولسكيي. |

### ضرب الحمار "Asinus"
| - الحمار البري الإفريقي. - الأخدر. - فرأ التبت. |

### ضرب الحصان الطويل "Dolichohippus" والحصان الببري "Hippotigris"
| - حمار الزرد المألوف. - حمار زرد غريفي. - حمار الزرد الجبلي. |

## التصنيف
هناك سبعة أنواع باقية اليوم من جنس الحصان، و 17 نوعا منقرضا منذ آلاف السنين، كذلك هناك 3 سلالات منقرضة من الخيول الباقية، انقرضت جميعها خلال فترة حديثة نسبيا. وقد تمّ تهجين أنواع الخيول الحالية مع بعضها البعض لتنتج عدد من الحيوانات الهجينة المعروفة عالميّا والبعض المعروف عند فئات معينة من الناس أو في بلدان محددة.

### الأنواع الباقية والمنقرضة وسلالاتها

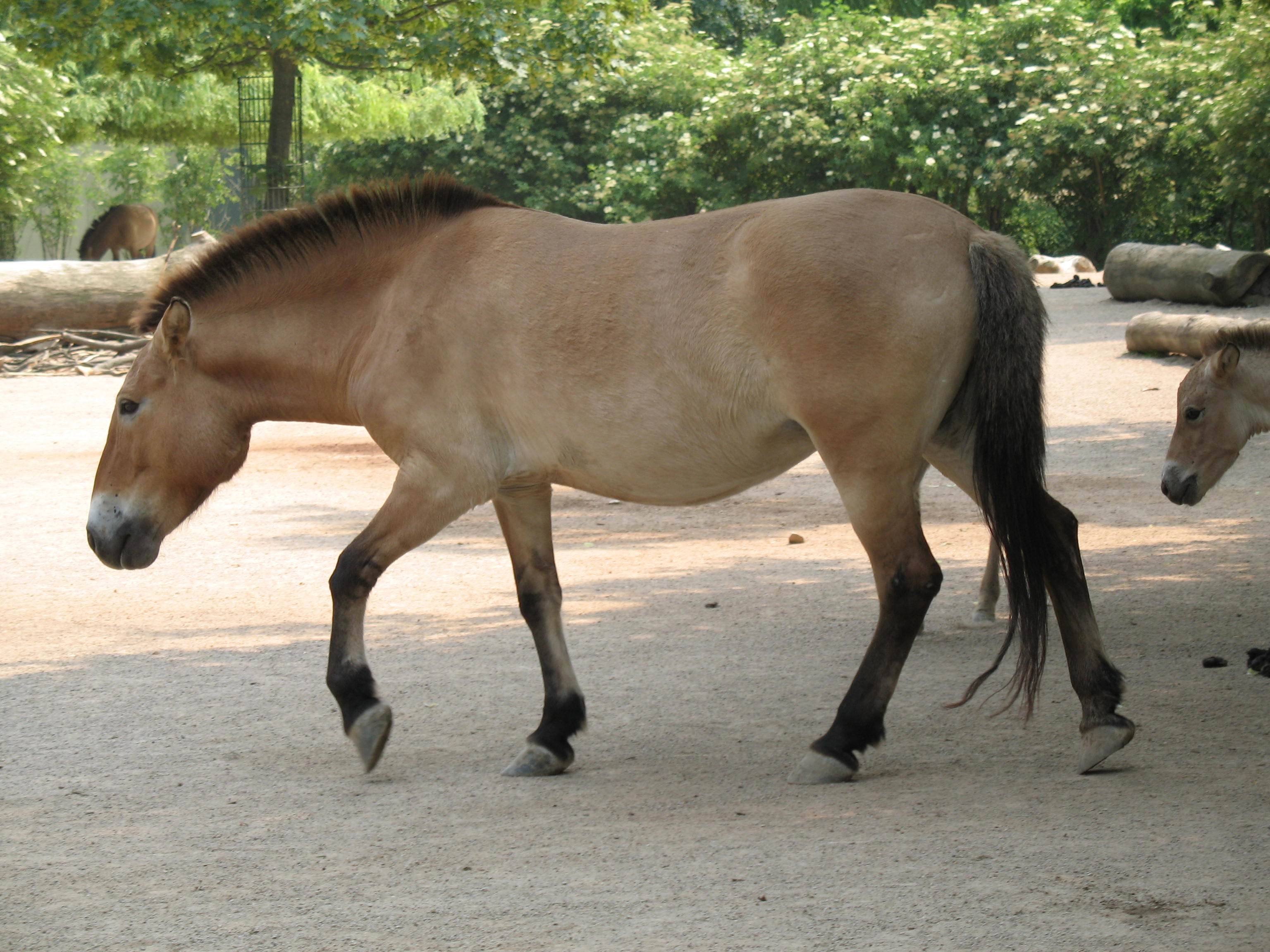
حصان بريزولسكي أو الحصان البري المنغولي، الحصان البري الحقيقي الوحيد المتبقي اليوم.

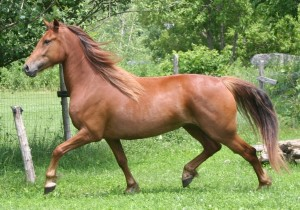
حصان مستأنس من السلالة الكندية (حصان كندي).

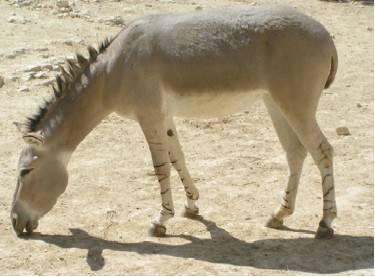
الحمار البري الإفريقي، سلف الحمار المستأنس.

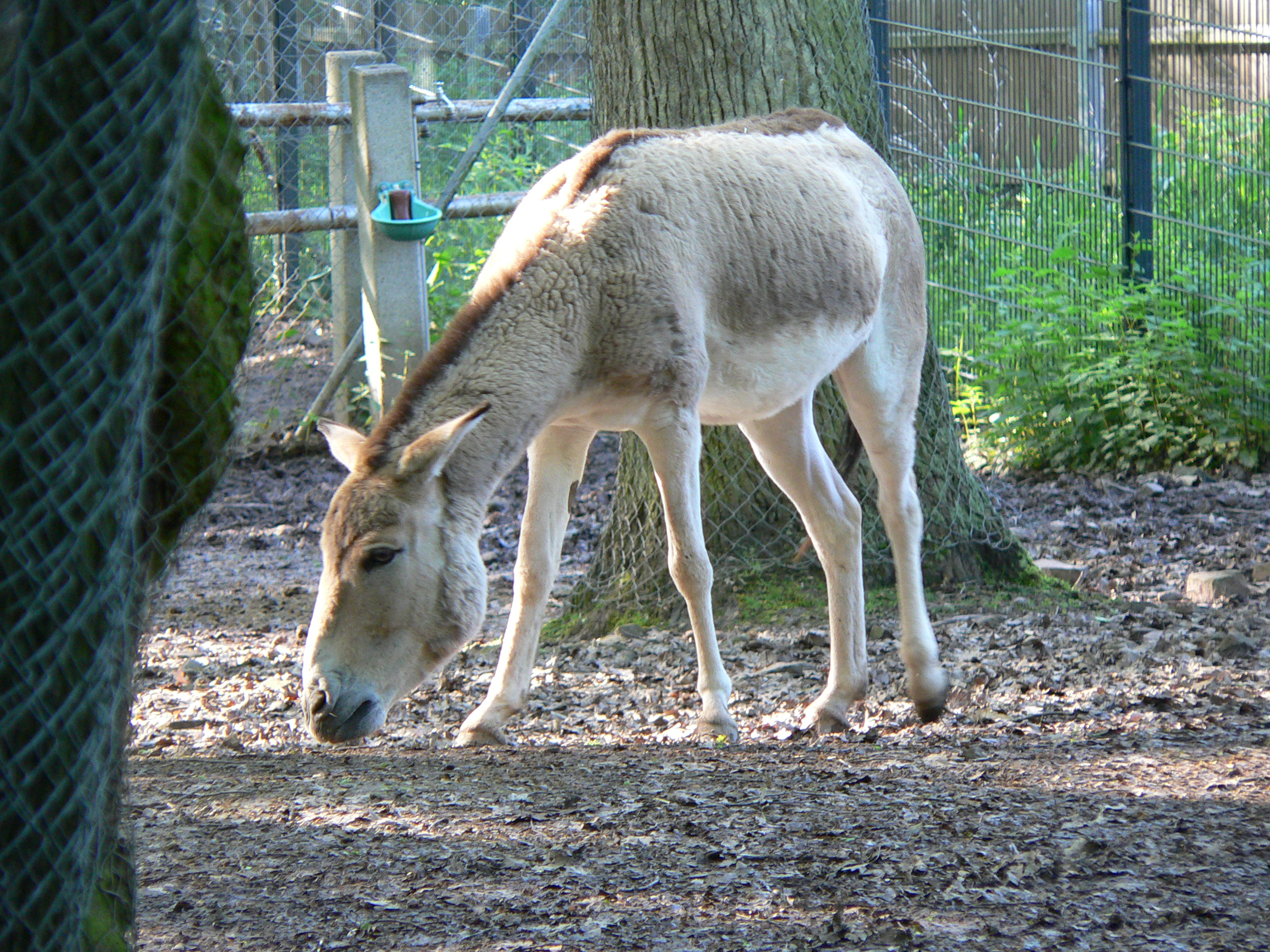
الحمار البري الآسيوي أو الأخدر.

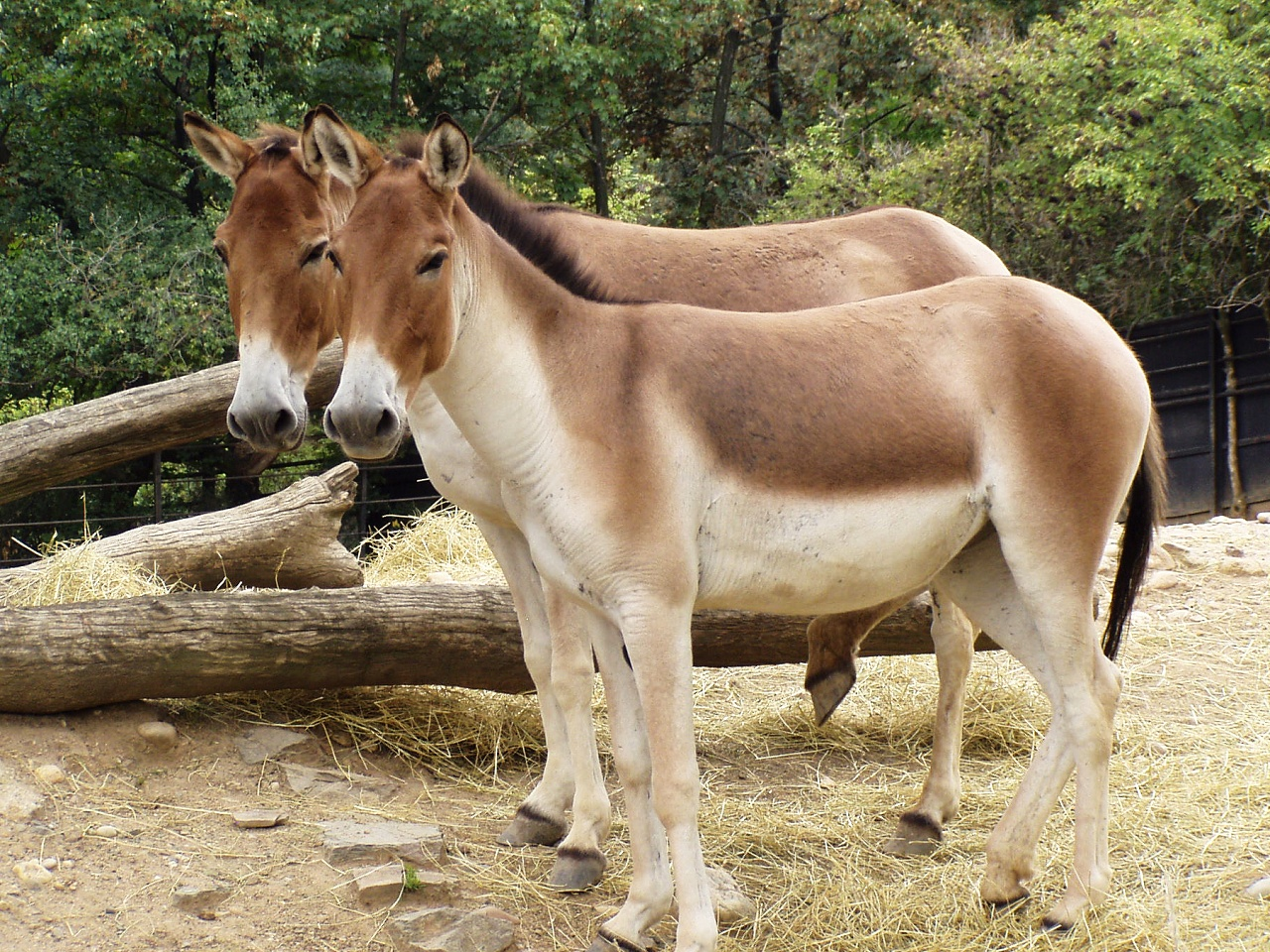
زوج من فراء التبت.

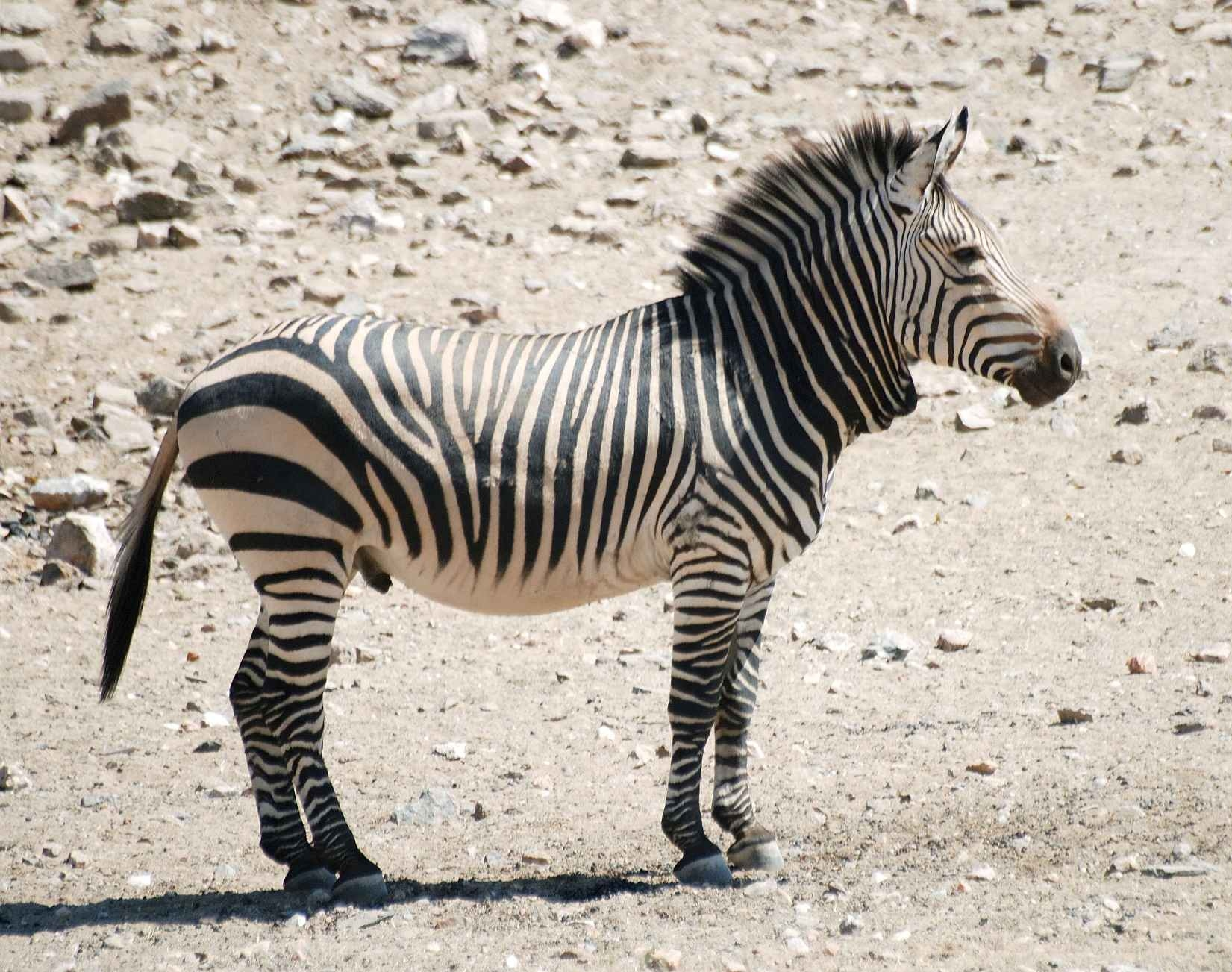
حمار الزرد الجبلي.

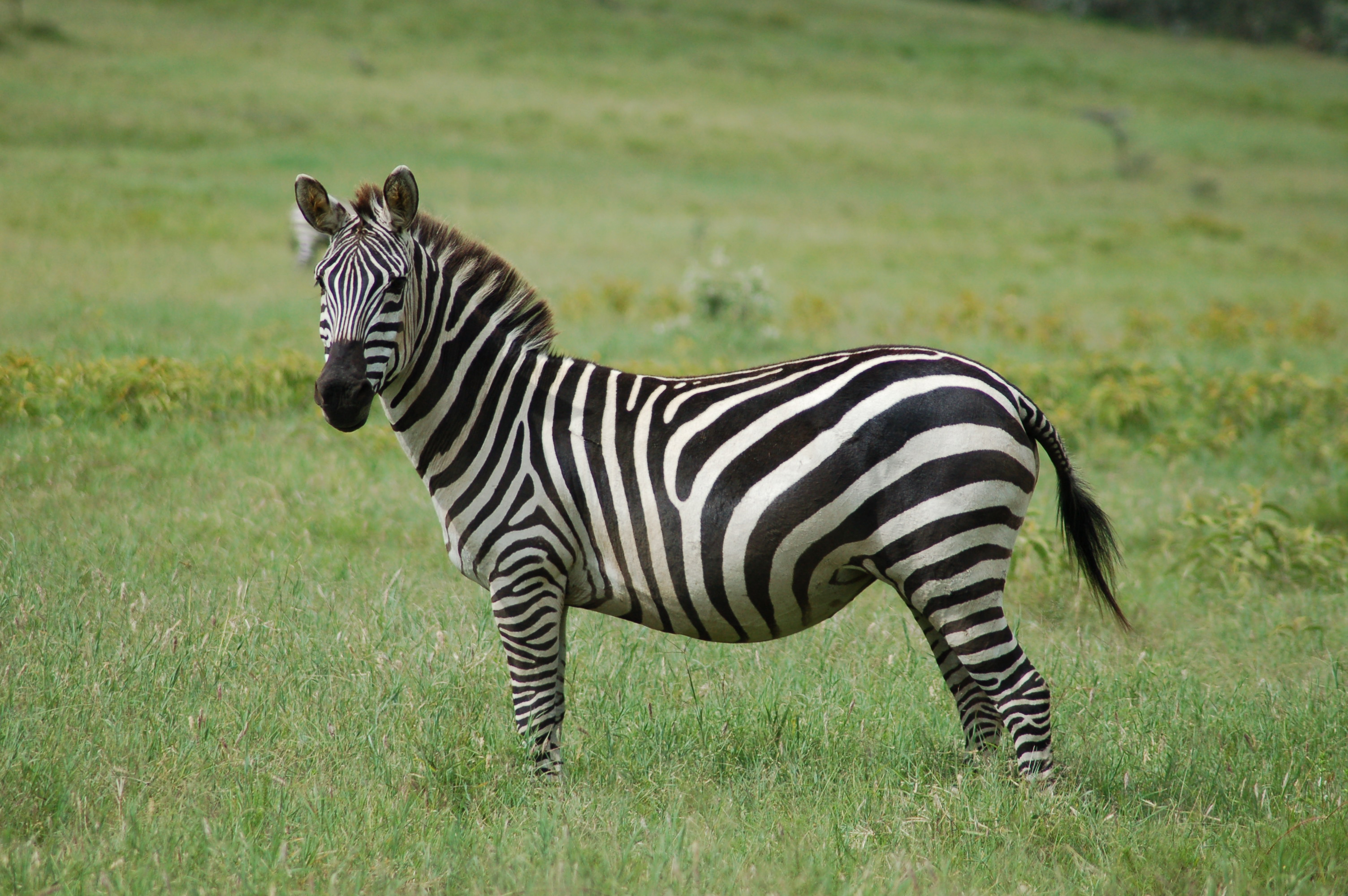
حمار الزرد المألوف.

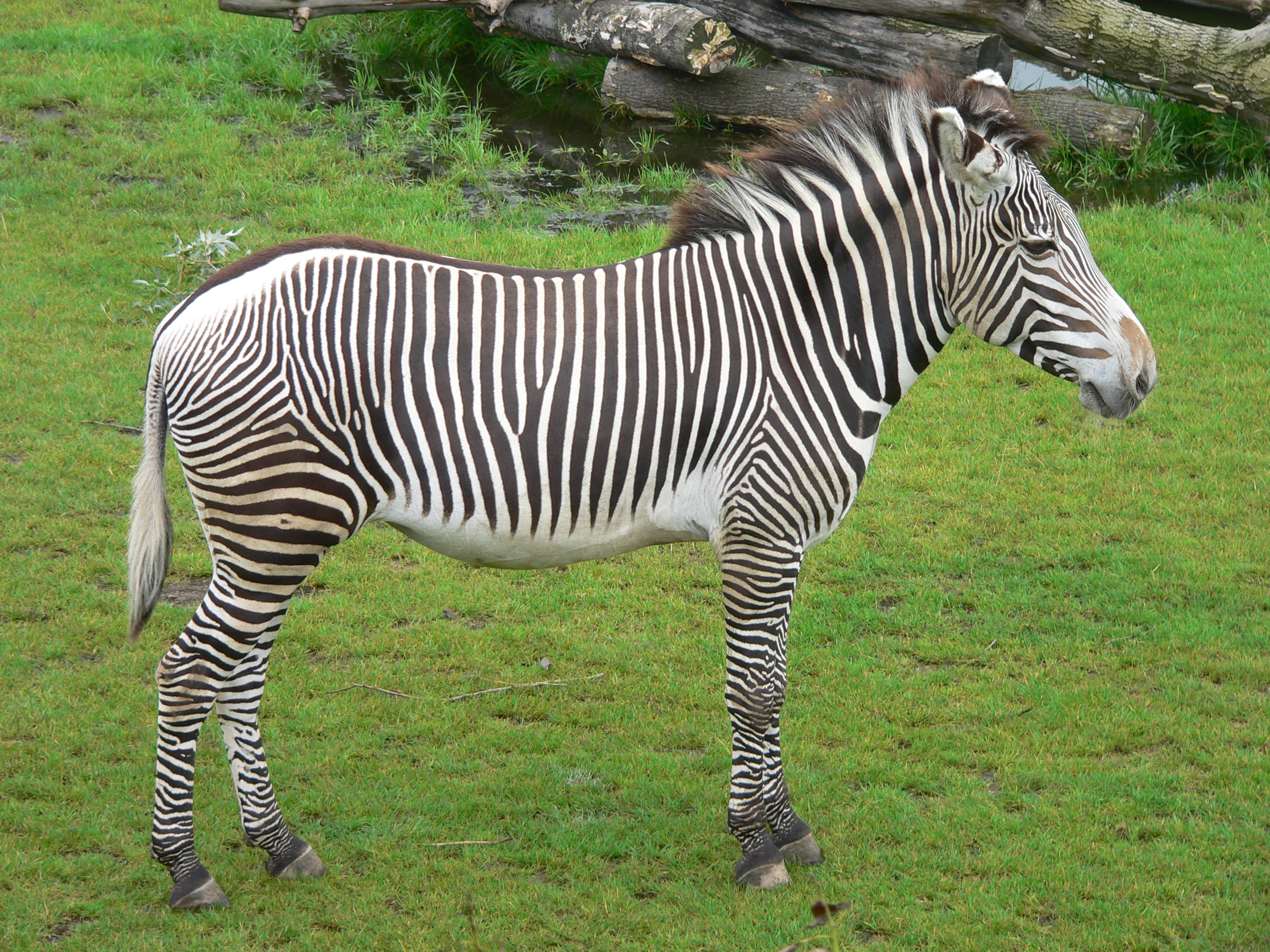
حمار زرد غريفي، أكبر أنواع حمر الزرد.

- فصيلة: الخيليات (تشمل بالإضافة لجنس الحصان "Equus" قرابة 35 جنس أخر جميعها منقرضة). علامة † تفيد أن هذا النوع أو السلالة منقرضة.
  - جنس: الحصان
  - ضرب: الحصان، Equus
    - الحصان البري[9][10] (Equus ferus)
      - الحصان التتاري (Equus ferus ferus) †
      - حصان بريزولسكي، الحصان البري المنغولي (Equus ferus przewalskii)
      - الحصان المستأنس (Equus ferus caballus )

  - ضرب: الحمار، Asinus
    - الحمار البري الإفريقي[10][11] (Equus africanus)
      - الحمار البري النوبي (Equus africanus africanus)
      - الحمار البري الصومالي (Equus africanus somalicus)
      - حمار الأطلس البري (Equus africanus atlanticus) †
      - الحمار المستأنس (Equus africanus asinus)

    - الحمار البري الأوروبي (Equus hydruntinus) †
    - الحمار البري الآسيوي، الأخدر (Equus hemionus)
      - الحمار البري المنغولي (Equus hemionus hemionus)
      - الحمار البري السوري (Equus hemionus hemippus) †
      - كولان غوبي (Equus hemionus luteus)
      - الكولان التركماني (Equus hemionus kulan)
      - الحمار البري الهندي (Equus hemionus khur)
      - الأخدر الفارسي (Equus hemionus onager)

    - فراء التبت (Equus kiang)
      - فراء التبت الغربي (Equus kiang kiang)
      - فراء التبت الشرقي (Equus kiang holdereri)
      - فراء التبت الجنوبي (Equus kiang polyodon)
      - فراء التبت الشمالي (Equus kiang chu)

    - حمار كومين البري (Equus cumminsii) †
    - حصان فرانسيس (Equus francisci) †
    - حصان يوكون، حمار يوكون البري (Equus lambei) †

  - ضرب: الحصان الطويل، Dolichohippus
    - حمار زرد غريفي (Equus grevyi)

  - ضرب: الحصان الببري، Hippotigris
    - حمار الزرد المألوف (Equus quagga)
      - الكواغة (Equus quagga quagga) †
      - حمار زرد بورشيل (Equus quagga burchellii)
      - حمار زرد غرانت (Equus quagga boehmi)
      - حمار زرد سيلوس (Equus quagga borensis)
      - حمار زرد تشابمن (Equus quagga chapmani)
      - حمار زرد كروشاي (Equus quagga crawshayi)

    - حمار الزرد الجبلي (Equus zebra)
      - حمار زرد رأس الرجاء الصالح (Equus zebra zebra)
      - حمار زرد هارتمان (Equus zebra hartmannae)

  - ضرب: الحصان الأمريكي، Amerhippus †
    - حصان سكوت ( †Equus scotti)
    - Equus niobrarensis †
    - الحصان المكسيكي (Equus conversidens) †

  - ضرب: Parastylidequus
    - حصان موسر (Equus parastylidens ) †

  - أنواع من غير المؤكد انتمائها لأي من التصنيفات السابقة:
    - حمار زرد هاغرمان (Equus simplicidens، قد يكون أقرب إلى جنس الحصان الطويل[12] منه إلى الباقين) †
    -  †Equus occidentalis
    - Equus complicatus †
    - Equus fraternus †
    - Equus excelsus (ضرب الحصان؟) †
    - مجموعة الحصان العملاق †
      - الحصان العملاق (Equus giganteus) †
      - الحصان الباسيفيكي(†Equus pacificus)
      -  †Equus pectinatus
      - Equus crinidens †

### الهجائن

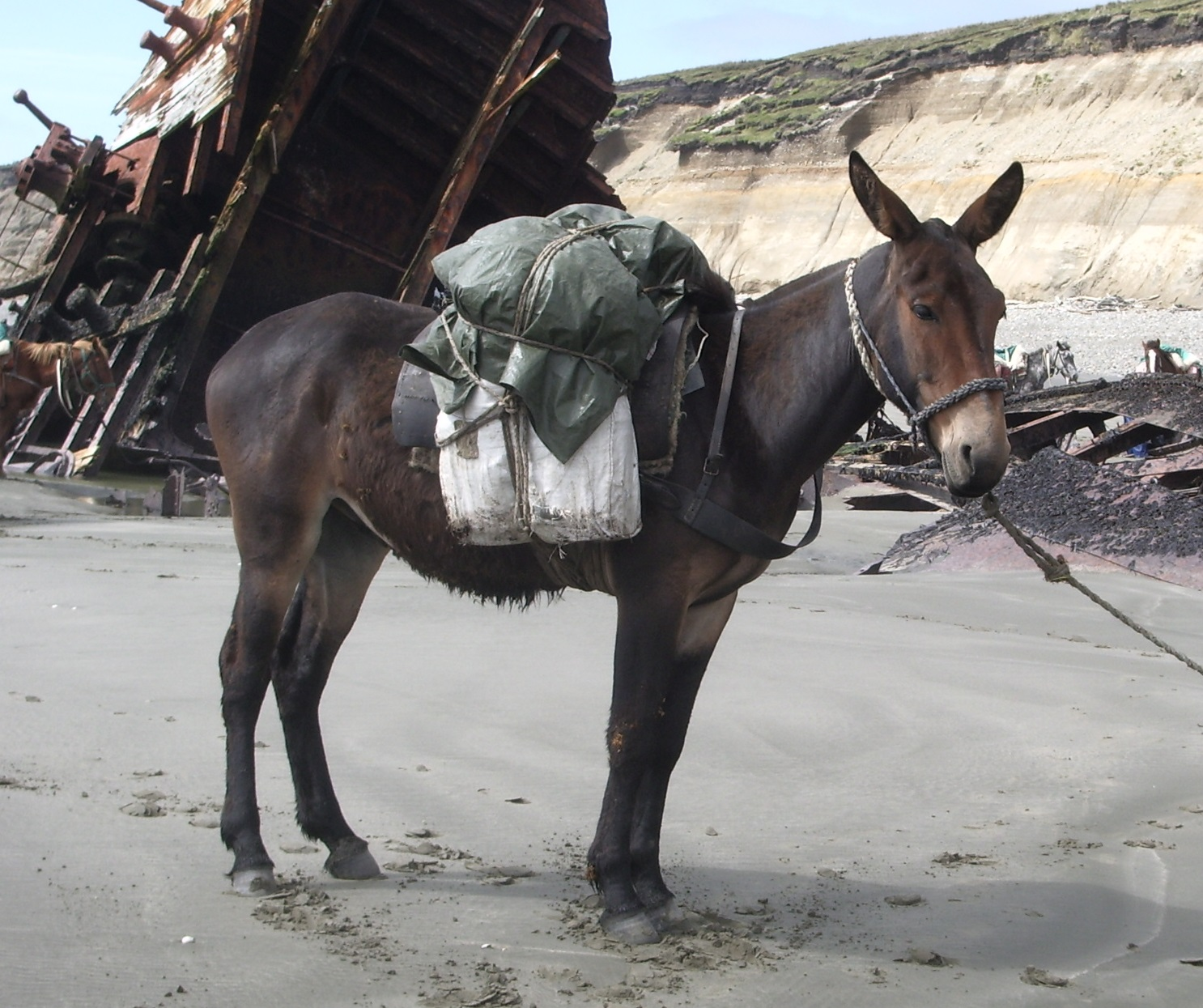
بغل على أحد الشواطئ.

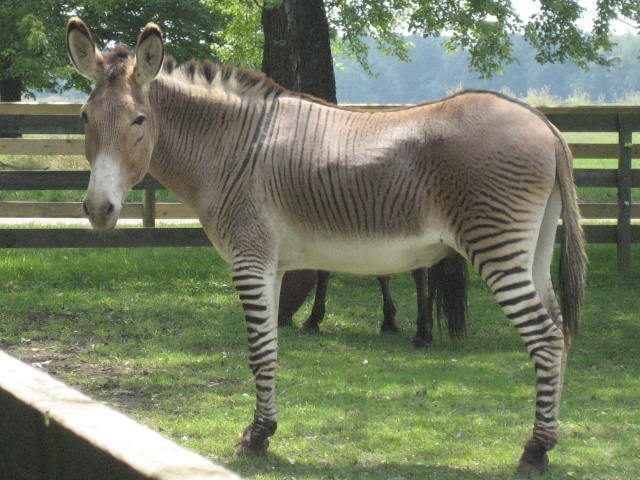
بغل عتابي، هجين بين حمار وحمار زرد.

يمكن تهجين جميع الأنواع المختلفة الباقية من جنس الحصان فيما بينها، ونتاجها غالبا ما يكون عقيم. تشمل هجائن الخيليات:
- البغل: نتاج حمار ذكر وأنثى حصان. البغال هي أكثر أنواع هجائن الخيول شيوعا، وهي تُقدّر لقوتها، ثباتها، وقدرتها على تحمّل العمل المضني لفترات طويلة.
- النغل: نتاج حمارة أنثى وحصان ذكر، يُعرف أيضا بالكديش في اللغة العربية، وهو هجين مرغوب بشكل أقل من البغل، إذ أنه عادة أصغر حجما وأقل قوةً من الأخير.
- البغل العتابي: نتاج حمار وحمار زرد، يُعتبر من الهجائن النادرة، وهو يُستخدم كدابة للنقل في بعض دول إفريقيا الشرقية والجنوبية.
- الحصان القصير العتابي: هجين بين حصان قصير وحمار زرد.
- النغل العتابي: نتاج حمار زرد ذكر، وأنثى حصان، وهو نادر أيضا لكنه يبقى أكثر انتشارا من الهجين بين ذكر الحصان وأنثى حمار الزرد الذي يُسمى في بعض الأحيان حصان الزرد.